# Otto Frank (Politiker, 1900)
Otto Frank (* 16. September 1900 in Obermoschel; † 29. Mai 1963 in Untersulzbach) war ein deutscher Landwirt und Politiker (FDP).

## Leben
Frank besuchte das Gymnasium und war 1918 Soldat im Ersten Weltkrieg. Von 1919 bis 1920 war er landwirtschaftlicher Volontär, bevor er 1921 bis 1926 Landwirtschaft an der Landwirtschaftlichen Hochschule Hohenheim, der TH München und der Universität Göttingen studierte. 1926 schloss er das Studium mit einem Abschluss als Diplom-Landwirt ab. Von 1926 bis 1932 war er Geschäftsführer bei der Pfälzer Bauernschaft und ab 1933 selbstständiger Mühlenbesitzer und Landwirt. In den Jahren 1938 bis 1944 arbeitete er als höherer Angestellter beim Reichsnährstand. 1944 und 1945 leistete er erneut Kriegsdienst und geriet in Kriegsgefangenschaft. Nach dem Krieg war er erneut selbstständiger Landwirt.

## Politik
Zum 16. Januar 1926 trat Frank der NSDAP bei (Mitgliedsnummer 28.421), jedoch vor dem 1. Januar 1930 wieder aus. Von 1931 bis 1933 war er Mitglied des Stahlhelms, Bund der Frontsoldaten (Junglandbundführer). 1931 trat er erneut in die NSDAP ein und war dort stellvertretender Ortsgruppen-Schulungsleiter. 1938 wurde er Stabsleiter bei der Kreisbauernschaft Simmern. Von 1941 bis 1944 war er kommissarischer Stabsleiter bei der Kreisbauernschaft Birkenfeld.
1949 wurde er Mitglied der FDP. 1951 wurde er in den zweiten Landtag Rheinland-Pfalz gewählt, dem er eine Wahlperioden lang bis 1955 angehörte. Im Landtag war er Mitglied im agrarpolitischen Ausschuss, Ausschuss für Sozialpolitik und Fragen der Vertriebenen und Grenzlandausschuss. Daneben war er ehrenamtlich in verschiedenen landwirtschaftlichen Organisationen tätig.